# Raionul Șepetivka (pre-2020), Hmelnîțkîi
Șepetivka (în ucraineană Шепетівський район, transliterat: Șepetivskîi raion) este un raion în regiunea Hmelnîțkîi, Ucraina. Reședința sa este orașul regional Șepetivka, care nu aparține raionului.

## Demografie
Componența lingvistică a raionului Șepetivka
     Ucraineană (97,9%)
     Rusă (1,74%)
     Alte limbi (0,18%)
Conform recensământului din 2001, majoritatea populației raionului Șepetivka era vorbitoare de ucraineană (97,9%), existând în minoritate și vorbitori de rusă (1,74%).